# WALL-E
WALL-E (estilizado como WALL·E) é um filme de animação americano de 2008 produzido pela Pixar Animation Studios e dirigido por Andrew Stanton. A história segue um robô chamado WALL-E, criado no ano de 2100 para limpar a Terra coberta por lixo. Ele se apaixona por um outro robô, chamado EVA, que tem a missão de encontrar pelo menos uma planta na superfície do planeta Terra. Ele a segue para o espaço em uma aventura que irá mudar seu destino e o destino da humanidade.
Depois de dirigir Finding Nemo, Stanton achou que a Pixar havia criado simulações críveis de físicas submarinas e estava disposto a dirigir um filme que se passasse em sua maior parte no espaço. A maioria dos personagens não possui uma voz humana, se comunicando apenas por linguagem corporal e sons que lembram vozes, criados por Ben Burtt. Além disso, é o primeiro filme da Pixar a ter segmentos com atores reais.
A Walt Disney Pictures lançou o filme nos Estados Unidos e Canadá no dia 27 de junho de 2008. Arrecadou um total de US$ 23.2 milhões em seu primeiro dia, e US$ 63.1 milhões no primeiro fim de semana em 3.992 cinemas, estreando em primeiro lugar nas bilheterias. Seguindo a tradição do estúdio, o curta-metragem Presto foi anexado as cópias de WALL-E em seu lançamento.
Foi o primeiro filme da Pixar sem a logotipo customizada da Walt Disney Pictures criada especialmente para os filmes da Pixar, já que foi usada nos filmes da Pixar desde Toy Story até Ratatouille. Este filme usa a novo logotipo da Disney que foi usada no filme Pirates of the Caribbean: At World's End, desde então.
WALL-E foi aclamado pela crítica especializada, conseguindo um índice de aprovação de 96% no agregador de resenhas Rotten Tomatoes. Arrecadou um total de 521 311 869 dólares no mundo inteiro, vencendo o Globo de Ouro de Melhor Filme de Animação, o Hugo Award de Melhor Apresentação Dramática, Forma Longa, e o Oscar de Melhor Filme de Animação, recebendo outras cinco indicações em diferentes categorias. WALL-E aparece em primeiro na lista da TIME dos "Melhores Filmes da Década".

## Enredo
O filme se passa no ano de 2805, época em que a Terra é um planeta abandonado e coberto por lixo, resultado de décadas de consumismo em massa, facilitado pela megacorporação Buy-n-Large (BnL). Desistindo de restaurar o ecossistema, a BnL evacuou a Terra, levando a população a viver no espaço em uma nave estelar chamada Axiom, totalmente automatizada, deixando no planeta apenas um exército de robôs compactadores de lixo chamados "WALL-E" para limpeza durante um período de cinco anos. Entretanto, no ano de 2110, o ar da Terra se tornou muito tóxico para suportar a vida, forçando a humanidade a permanecer no espaço indefinidamente.
No começo do filme, apenas uma unidade WALL-E permanece ativa, tendo desenvolvido personalidade própria, e desenvolvendo também personalidades humanas, o hábito de coletar vários artefatos do lixo enquanto realiza seu trabalho e se tornando amigo de uma barata. Um dia, WALL-E descobre uma pequena planta crescendo em meio ao lixo e a leva para casa, em um depósito.
Mais tarde, uma espaçonave aterrissa e implanta EVA, uma robô avançada, enviada pela nave estelar da BnL, com a diretriz de procurar sinais de vegetação na Terra. WALL-E se apaixona pela inicialmente fria e hostil EVA, que, gradualmente, se abranda e se torna amiga dele. Quando WALL-E a leva ao depósito e lhe mostra a planta, EVA automaticamente a guarda, entrando em modo de espera (diretriz) e enviando um sinal de recolhimento para a nave. Até que a nave chegue para resgatá-la, WALL-E a leva para um passeio de barco em um rio de lixo, a protege de tempestades e cuida de EVA. Quando a nave finalmente chega para resgatá-la, WALL-E se agarra à superfície exterior do foguete e parte para a Axiom.
Na Axiom, os passageiros humanos, vivendo em um ambiente de microgravidade e dependendo totalmente dos sistemas automáticos da nave, sofreram severas perdas de massa óssea e se tornaram obesos mórbidos com o passar dos séculos. O capitão da nave faz pouca coisa, deixando o controle da Axiom para o piloto automático robótico, Auto.
WALL-E segue EVA até a ponte de comando da Axiom, onde o capitão descobre, ao escanear no holodetector a amostra de planta coletada por EVA, que a Terra é habitável novamente e que a Axiom deverá fazer um hipersalto para retornar ao planeta para que seus passageiros possam recolonizá-la. Todavia, Auto ordena que o GO-4, o robô assistente do capitão, roube a planta como parte de uma diretriz final para manter a humanidade longe da Terra, já que a vida foi incorretamente considerada insustentável cerca de 700 anos antes.
Com a planta desaparecida, EVA é considerada defeituosa e enviada para reparos junto com WALL-E. Ele confunde a inspeção de EVA com uma tortura e a liberta, acidentalmente libertando também uma horda de robôs em mal funcionamento, classificando-os como robôs dissidentes. Brava com as perturbações de WALL-E, EVA leva-o até uma nave de fuga, na qual pretende enviá-lo de volta à Terra. À porta da nave, testemunham o GO-4 colocando lá a planta para iniciar uma sequência de autodestruição no espaço. WALL-E entra na nave antes de ela ser lançada, recupera a planta e escapa ileso antes da explosão. Ele então se reconcilia com EVA e ambos celebram e dançam ao redor da Axiom.
A planta é levada ao capitão, que assiste às gravações de EVA de uma Terra desolada e percebe que a humanidade deve retornar ao planeta para recuperá-lo. Entretanto, Auto revela sua diretriz de "não retornar" e arma um motim contra o capitão, desabilitando WALL-E com um taser. EVA e WALL-E são então jogados no lixo, onde são compactados para serem lançados ao espaço. EVA consegue libertar a si e a WALL-E e tenta encontrar peças para consertá-lo, mas percebe que as peças necessárias só existem no depósito na Terra.
No início do acionamento do hipersalto da Axiom, os passageiros são levados ao centro da nave, mas Auto impede o capitão de completar o hipersalto, iniciando uma luta com ele. WALL-E tenta colocar a planta no holodetector, mas Auto o esmaga ao fechá-lo sobre WALL-E. Então EVA o ajuda e o capitão finalmente consegue desativar Auto e abrir o holodetector. Eva coloca a planta no holodetector, soltando WALL-E e enviando a Axiom para a Terra.
Ao chegarem à Terra, EVA leva WALL-E para o depósito, consertando-o e reativando-o com sucesso. Infelizmente, a memória de WALL-E é apagada e ele é revertido para sua programação original. Arrasada, EVA dá a WALL-E um "beijo" de despedida, causando uma fagulha elétrica que faz com que ele recupere sua memória e personalidade. WALL-E e EVA então alegremente se reúnem em enquanto os robôs e os humanos da Axiom começam a restaurar o ambiente da Terra.

## Elenco e personagens
- Ben Burtt produziu a voz de WALL•E (Waste Allocation Load Lifter - Earth Class), o protagonista. WALL-E é um consciente robô de 700 anos de idade, e é presumidamente o único ainda em funcionamento na Terra. Ele é uma pequena caixa compactadora com esteiras para todo tipo de terreno, mãos com três dedos e olhos com binóculos. Ele é muito curioso, solitário e de bom coração, sempre se importando mais com os outros do que consigo mesmo. Ele coleciona objetos inúteis, como patinhos de borracha, cubos mágicos e troféus dourados. Ele também tem uma barata de estimação chamada Hal e ama música.
  - Burtt também é creditado pela voz de M•O (Microbe Obliterator), como também a grande maioria dos outros robôs. M-O é um robô de manutenção pequeno e obsessivo compulsivo por limpeza. Encontrar WALL-E o coloca em sobrecarga quando ele percebe o quão sujo WALL-E é. M-O passa a maior parte do filme limpando a sujeira que WALL-E deixa para trás, porém no final ele ajuda WALL-E e EVA a colocar a planta no holo-detector.
- Elissa Knight como EVA (Extraterrestrial Vegetation Evaluator), uma elegante sonda robô que é encarregada de localizar vegetação na Terra e verificar sua habitabilidade. Ela é branca, com um corpo em formato de ovo que pode levitar e olhos azuis de LED. EVA se move usando tecnologia antigravidade e é equipada com digitalizadores, compartimento para armazenamento de amostras e canhões de plasmas em seu braço. Ela é inicialmente uma robô fria que está apenas preocupada com sua missão, não demonstrando nenhuma emoção. Entretanto, ela aprende como demonstrar emoções ao interagir com WALL-E, como rir quando é divertida por suas travessuras.
- Jeff Garlin como Comandante B. McCrea, o solitário comandante da Axiom. Suas tarefas como capitão são entediantes rotinas diárias. Encontrar WALL-E despertou seu interesse na Terra, ficando envolvido em uma pesquisa sobre seu planeta natal, pavimentando o caminho para ele retomar o controle da nave de seu piloto automático. Seu nome é conhecido através de um holograma comemorativo, junto com seus predecessores.
- Fred Willard como Shelby Forthright, o diretor executivo histórico da Buy-n-Large Corporation. Constantemente otimista, Forthright propôs os planos de evacuação para limpar o planeta e recolonizá-lo posteriormente. Todavia, a corporação desistiu depois de perceber quão tóxica a Terra havia se tornado. Forthright é o único personagem real em qualquer filme da Pixar.
- MacInTalk, o programa do Apple Macintosh, foi usado para a voz de Auto, o piloto automático artificialmente inteligente da Axiom. Diferentemente de outros robôs no filme, Auto não é influenciado por WALL-E, seguindo a diretriz A-113 ao pé da letra, impedindo que qualquer um a altere. Ele é o antagonista principal do filme. O desenho do personagem é uma homenagem a HAL 9000 de 2001: A Space Odyssey, tendo o "olho" vermelho de HAL no centro de seu corpo.
- John Ratzenberger e Kathy Najimy como John e Mary. Ambos vivem abordo da Axiom, não tendo conhecimento de seus arredores, mais notavelmente não percebendo que há uma piscina gigante na nave. Entretanto, eles são tirados de seus transes eletrônicos induzidos depois de encontros separados com WALL-E, eventualmente se encontrando cara a cara pela primeira vez.
- Sigourney Weaver como a voz do computador da Axiom. Stanton brincou sobre o papel com Weaver dizendo que, "Você percebe que a 'Mãe' é agora você?".[6][7] "Mãe" é o computador da nave Nostromo, do filme Alien.

### Dublagem brasileira
- Estúdio de dublagem: Delart[8]

## Produção

### Roteiro
DE VOLTA PARA M-O E WALL-e
M-O termina de limpar o chão.
Wall-E está fascinado.
Maliciosamente faz outra marca.
M-O (bipa): [Olhe, continua limpo. Entendeu?]
Wall-e enxuga a parte de baixo de sua esteira no rosto de M-O.
M-O perde o controle.
Esfrega seu próprio rosto.

Stanton escreveu o roteiro para se focar nos visuais e como um
guia para os efeitos sonoros necessários.
Andrew Stanton concebeu WALL-E durante um almoço com os parceiros John Lasseter, Pete Docter e Joe Ranft em 1994. Toy Story estava quase completo e eles tiveram as ideias para os próximos projetos—A Bug's Life, Monsters, Inc. e Finding Nemo—nesse almoço. Stanton perguntou, "E se a humanidade tivesse de deixar a Terra e alguém se esquecesse de desligar o último robô?". Tendo lutado por anos para fazer os personagens de Toy Story parecerem atraentes, Stanton achou que sua simples ideia no estilo Robinson Crusoe de um robô solitário em um planeta deserto era muito forte. Stanton fez de WALL-E um coletor de lixo já que essa era uma ideia instantaneamente compreensível, e porque era um trabalho servil de baixa categoria que o fez simpático. Stanton também gostou da imagem de cubos de lixo empilhados. Ele não achou a ideia sombria porque ter um planeta coberto de lixo era, para ele, um desastre infantil.
Stanton e Pete Docter desenvolveram o filme sob o título de Trash Planet por dois meses em 1995, porém eles não sabiam como desenvolver a história e Docter acabou escolhendo dirigir Monsters, Inc.. Stanton teve a ideia de fazer WALL-E encontrar uma planta, porque sua vida como o único habitante do planeta lembrava Stanton de uma planta crescendo entre pavimentos. Antes de concentrarem suas atenções em outros projetos, Stanton e Lasseter pensarem em ter WALL-E se apaixonando, já que era a progressão necessária para longe da solidão. Stanton começou a escrever WALL-E novamente em 2002, enquanto ainda completava Finding Nemo. Stanton formatou seu roteiro de maneira reminiscente do roteiro de Dan O'Bannon para o filme Alien. O'Bannon escreveu seu roteiro de uma maneira que fez Stanton lembrar de um haikai, onde as descrições visuais eram feitas em linhas contínuas de poucas palavras. Stanton escreve os diálogos de seu robô de forma convencional, porém colocando-os entre colchetes. No final de 2003, Stanton e outros criaram um rolo de história dos primeiros vinte minutos do filme. Lasseter e Steve Jobs ficaram impressionados e oficialmente começaram o desenvolvimento, apesar de Jobs ter dito que não havia gostado do título, originalmente W.A.L.-E..
Enquanto primeiro ato de WALL-E "caiu do céu" para Stanton, ele originalmente queria que alienígenas colocassem EVA para explorar a Terra e o resto do filme seria muito diferente. Quando WALL-E chega na Axiom, ele incita uma rebelião estilo Spartacus nos robôs contra os remanescentes da espécie humana, que eram os cruéis alienígenas Gels (completamente involuídos, gelatinosos, sem ossos, transparentes, verdes que se parecem com gelatina). James Hicks, um fisiologista, mencionou para Stanton o conceito de atrofia e os efeitos prolongados pela falta de peso que os humanos sofreriam ao viverem no espaço por um período extremamente longo. Dessa forma, essa foi a inspiração para os humanos degenerarem até se tornarem os Gels, e sua ancestralidade seria revelada em um final ao estilo Planet of the Apes. Os Gels também falariam uma língua sem nexo aparente, porém Stanton descartou a ideia porque achou que seria muito complicado para o público e que assim eles poderiam ser facilmente tirados da história principal. Os Gels tinham uma família real, que realizariam um baile em um castelo na parte de trás da nave, e a Axiom se transformaria em uma bola ao retornar para a Terra nesta versão da história. Stanton decidiu que tudo era muito bizarro e desinteressante e concebeu a humanidade como "grandes bebês". Stanton desenvolveu o tema metafórico dos humanos aprenderem a ficar de pé novamente e "crescendo", querendo que a relação de WALL-E e EVA inspirasse a humanidade, pois ele achava que poucos filmes haviam explorado a forma com que sociedades utópicas se formaram. O processo de mostrar os descendentes da humanidade como eles aparecem no filme foi bem lenta. Stanton primeiro decidiu colocar narizes e orelhas para que o público pudesse reconhecê-los. Eventualmente, dedos, pernas, roupas e outras características foram adicionadas até chegar ao conceito de seres parecidos com fetos, para permitir que o público se reconhecesse nos personagens.
Em uma versão posterior do filme, Auto vai até a doca para pegar a planta de EVA. O filme teria seu primeiro corte para o capitão, porém Stanton mudou isso porque achou que era muito cedo para sair do ponto de vista de WALL-E. Como uma homenagem a Get Smart, Auto pegaria a planta e iria para as caldeiras da nave até uma sala que lembrasse um cérebro, onde assistiria a vídeos da Buy-n-Large sobre o esquema de limpar a Terra ter falhado. Stanton removeu isso para manter o mistério do porquê a planta é tirada de EVA. O capitão parece não ser inteligente, porém Stanton queria que ele fosse apenas alguém que nunca foi necessário; de outra forma ele não seria simpático. Um exemplo de como a falta de inteligência do capitão seria mostrada inicialmente, era de que ele usaria seu chapéu de cabeça para baixo, consertando apenas quando ele desafiasse Auto. Na versão final, ele apenas o usa casualmente no topo da cabeça, apertando-o quando assume o real comando da Axiom.
Originalmente, EVA seria eletrocutada por Auto, e então seria rapidamente salva da ejeção por WALL-E e por robôs WALL·A. Ele então a reviveria com um isqueiro que havia trazido da Terra. Porém Stanton revisou isso depois de uma exibição teste em 2007, já que desejava mostrar EVA substituindo sua diretriz de devolver a planta para consertar WALL-E, e também faria de WALL-E mais heroico se ele segurasse a porta da holodetector mesmo estando gravemente ferido. Stanton também modificou o momento em que WALL-E revela sua planta (que ele havia tirado da nave em autodestruição) para imediatamente após sua escapada, fazendo EVA ficar ainda mais feliz e dando um motivo maior para eles dançarem ao redor da Axiom. Stanton achou que metade do público da exibição teste não acreditava que os humanos conseguiriam recolonizar a Terra, morrendo após o final do filme. Jim Capobianco, diretor do curta Your Friend the Rat, criou uma animação para os créditos finais que continuava a história — e estilizada com diferentes movimentos artísticos da história — para fortalecer o tom otimista.

### Desenho de produção
WALL-E foi a produção mais complexa da Pixar desde Monsters, Inc. devido ao mundo e a história que precisava ser transmitida. Enquanto a maioria dos filmes da Pixar tem por volta de 75.000 storyboards, WALL-E precisou de por volta 125.000. O diretor de arte Ralph Eggleston queria que a iluminação do primeiro ato fosse romântica, enquanto o segundo ato na Axiom fosse frio e estéril. Durante o terceiro ato, a iluminação romântica é lentamente introduzida ao ambiente da Axiom. A Pixar estudou Chernobyl e a cidade de Sófia para criar um mundo arruinado; o desenhista de produção Anthony Christov era da Bulgária e lembra que Sófia tinha problemas em guardar seu lixo. Eggleston desbotou os brancos da Terra para fazer WALL-E parecer vulnerável. A luz superexposta faz a locação parecer mais vasta. Devido a bruma, os cubos que constituem as torres de lixo tinham de ser bem grandes, de outra forma eles perderiam o formato (em troca, isso reduzia o tempo de renderização). O castanho maçante da Terra sutilmente se torna rosas e azuis claros quando EVA chega. Quando WALL-E mostra à EVA seus itens colecionados, todas as luzes que ele colecionou se acendem criando uma atmosfera convidativa, como uma árvore de natal. Eggleston tentou evitar as cores amarela e verde para que WALL-E—feito de cor amarela para lembrar um trator—não se misturaria com a Terra deserta, e para fazer a planta mais proeminente.

WALL-E encontra um sutiã. Roger Deakins e Dennis Muren foram consultados sobre iluminação realista, incluindo fundos que são menos focados que o primeiro plano.

Stanton também queria que a iluminação fosse realista e evocasse os filmes de ficção científica de sua juventude. Ele achou que a Pixar havia capturado bem a física de se estar de baixo d'água com Finding Nemo, então para WALL-E ele queria levar isso ao espaço. Foi revendo alguns de seus filmes de ficção científica favoritos que ele percebeu que os filmes da Pixar não tinham um visual de 70 mm e suas distorções, trocas de foco e brilhos nas lentes. O produtor Jim Morris convidou Roger Deakins e Dennis Muren para darem conselhos sobre iluminação e atmosfera. Muren passou vários meses na Pixar, enquanto Deakins teve uma conversa e recebeu o pedido para ficar por mais duas semanas. Stanton disse que a experiência de Muren veio de integrar animações computadorizadas com cenários reais, e Deakins os ajudou a entender como não complicar o trabalho de câmera e a iluminação. O primeiro teste de iluminação consistia em construir uma réplica tridimensional de WALL-E, filmá-lo com uma câmera de 70 mm, e então tentar replicar tudo no computador. Stanton citou as lentes rasas do trabalho de Gus Van Sant como uma influência, já que criava intimidade em cada close. Stanton escolheu os ângulos de câmera virtuais do mesmo modo que um diretor iria escolher em um cenário normal.
Stanton queria que o interior da Axiom se parecesse com Xangai e Dubai. Eggleston estudou pinturas da NASA da década de 1960 e artes conceituais originais para a Tomorrowland para criar o interior da Axiom, e para refletir o senso de otimismo da era. Stanton comentou "Nós provavelmente somos bem similares em nossos fundos aqui [na Pixar] em que todos nós sentimos falta da Tomorrowland que nos foi prometida no apogeu da Disneyland", e queria um sentimento "mochila a jato". A Pixar também estudou a Disney Cruise Line e visitou Las Vegas, que foi útil para entender sobre iluminação artificial. Eggleston baseou seus desenhos da Axiom na arquitetura futurística de Santiago Calatrava. Eggleston dividiu o interior da nave em três seções; a classe econômica traseira tem uma textura de concreto cinza básica com os gráficos mantendo o vermelho, azul e branco da BnL. A classe turística com espaços de habitação e compras tem formato de "S" já que as pessoas sempre estão procurando "o que tem na próxima esquina". Stanton queria ter várias propagandas coloridas, porém percebeu que isso iria sobrecarregar a público e acabou indo com a ideia original de Eggleston de um pequeno número de placas grandes. A primeira classe é um enorme spa estilo zen com cores limitadas a turquesa, creme e castanho, e vai para os aposentos aconchegantes e com madeira do capitão e a ponte elegante e escura. Para manter a sensação artificial da Axiom, os movimentos de câmera foram modelados como uma steadicam.
O uso de cenas com atores reais foi um trampolim para a Pixar, já que Staton estava planejando fazer de John Carter seu próximo projeto. Derek Thompson, desenhista de storyboards, notou que introduzir cenas reais significou que o resto do filme deveria ser ainda mais realista. Eggleston adicionou que se os humanos históricos fosse animados e levemente caricaturados, então o público não iria perceber quão séria a devolução foi. Stanton escolheu Fred Willard como o diretor executivo histórico da Buy-n-Large porque "Ele é o mais amistoso e insincero vendedor de carros que eu posso pensar". O diretor executivo diz "permanecer no curso", que Stanton achou engraçado. A Industrial Light & Magic fez os efeitos visuais dessas cenas.

### Animação
WALL-E não foi desenvolvido durante a década de 1990 parcialmente porque Stanton e a Pixar ainda não estavam confiantes o bastante para fazer um filme cujo personagem principal se comportava como Luxo Jr. ou R2-D2. Stanton explicou que havia dois tipos de robôs no cinema: "humano[s] com pele de metal", como o Homem de Lata, ou "máquina[s] com finalidade", como Luxo e R2. Ele achou a segunda ideia "forte" porque permitia que o público projetasse personalidades nos personagens, como fazem com os bebês e animais de estimação: "Você está compelido... você quase não consegue parar de terminar a sentença 'Ah, eu acho que ele gosta de mim! Eu acho que ele está com fome! Acho que ele quer ir passear!'". Ele completa, "Nós queríamos que o público acreditasse que eles estavam testemunhando uma máquina que veio a vida". Os animadores visitaram estações de reciclagem para estudar as máquinas, e também se encontraram com desenhistas de robôs, visitaram o Jet Propulsion Laboratory da NASA para estudar os robôs, assistiram a gravações de um Mars rover, e pegaram emprestado um robô detector de bombas do Departamento de Polícia de San Francisco. A simplicidade foi preferida em suas performances já que dar muitos movimentos iria fazê-los parecer humanos.
Stanton queria que WALL-E fosse uma caixa e EVA um ovo. Os olhos de WALL-E foram inspirados em um binóculo que Stanton recebeu para assistir um jogo do Oakland Athletics contra o Boston Red Sox. Ele "perdeu toda a entrada" por estar distraído com o objeto. O diretor lembrou de Buster Keaton e decidiu que o robô não precisava de um nariz ou boca. Stanton adicionou lentes com zoom para fazer WALL-E parecer mais simpático. Ralph Eggleston percebeu que essa característica deu mais trabalho aos animadores e deu ao robô uma qualidade infantil. Os estudos da Pixar sobre compactadores de lixo durante suas visitas a estações de reciclagem inspiraram o corpo do robô. Suas esteiras de tanque foram inspiradas por uma cadeira de rodas que estava sendo desenvolvida e que possui esteiras no lugar de rodas tradicionais. Os animadores queriam que ele tivesse cotovelos, porém perceberam que isso não seria realista porque ele foi desenhado para apenas puxar o lixo para dentro de seu corpo. Seus braços também pareciam muito fracos quando fizeram um teste dele acenando. O diretor de animação Angus MacLane sugeriu prender seus braços em trilhos nas laterais do corpo para move-las, baseado em uma impressora de jacto de tinta que seu pai havia criado. Esse desenho de braço contribuiu para criar a postura do personagem, então se eles quisessem que ele ficasse nervoso, eles abaixariam os braços. Stanton não sabia das semelhanças entre WALL-E e Johnny 5 do filme Short Circuit até outros terem lhe mostrado.

Auto, o capitão e EVA

Stanton queria que EVA estivesse no ponto mais alto da tecnologia, e pediu para Jonathan Ive, desenhista do iPod, inspecionar seu desenho, ficando muito impressionado. Seus olhos são modelados com base em brinquedos da Lite-Brite, porém a Pixar escolheu não fazê-los demasiadamente expressivos já que seria muito fácil fazer seus olhos se transformarem em corações para expressar amor ou algo similar. Seu desenho limitado significou que os animadores deveriam tratá-la como um desenho, contando apenas com o posicionamento de seu corpo para expressar emoções. Eles também a acharam parecida com um peixe-boi ou um narval, porque seu corpo flutuante lembrava uma criatura marinha. Auto era uma homenagem consciente a HAL 9000 de 2001: A Space Odyssey, e o uso de Also sprach Zarathustra para o confronto final entre Auto e o capitão reforça isso. O modo que ele se pendura do teto lhe dá uma aparência ameaçadora, como uma aranha. Originalmente, Auto foi desenhado de uma maneira totalmente diferente, se parecendo com EVA, porém masculino e autoritário; os robôs comissários também eram mais agressivos, como robôs policiais. A maioria do elenco de robôs foi formado usando um programa de criação de robôs, onde cabeças, braços e corpos diferentes foram combinados em centenas de variações. Os humanos foram modelados com base em leões-marinhos devido ao formato de seus corpos, como também bebês. Os cineastas perceberam que gordura de bebê é mais apertada que a gordura de adultos, copiando essa textura para os humanos.
Para animar seus robôs, a Pixar assistiu aos filmes de Keaton e Charlie Chaplin quase todos os dias por um período de um ano, e ocasionalmente um filme de Harold Lloyd. Depois disso, os cineastas sabiam que todas e qualquer emoções podiam ser expressas silenciosamente. Stanton citou a "grande face de pedra" de Keaton como dando a eles perseverança para animar um personagem que não altera suas expressões. Ao assistir tais filmes, Stanton percebeu que os cineastas—desde o advento do som—dependiam muito do diálogo para transmitir emoções. Os cineastas chamaram a barata de estimação de WALL-E de "Hal", em referência ao produtor de cinema mudo Hal Roach (além de mais uma referência a HAL 9000). Eles também assistiram a 2001: A Space Odyssey, The Black Stallion e Never Cry Wolf, filmes sonoros porém que não se baseavam em diálogos. Stanton reconheceu que Silent Running foi uma influência porque seus robôs silenciosos eram precursores de robôs como R2-D2, e que o "romântico incurável" Woody Allen também inspirou WALL-E.

### Som
O produtor Jim Morris recomendou Ben Burtt como o desenhista sonoro de WALL-E porque Stanton ficava usando R2-D2 como uma referência para os robôs. Burtt havia terminado de trabalhar em Star Wars: Episódio III - A Vingança dos Sith e disse à sua esposa que ele nunca mais iria trabalhar em filmes com robôs, porém achou WALL-E, e sua substituições de vozes por sons, "fresco e excitante". Ele gravou 2.500 sons para o filme, que era duas vezes o número médio de um filme de Star Wars, e um recorde em sua carreira. Burtt começou a trabalhar em 2005, e experimentou filtrar sua voz durante dois anos. Burtt descreveu suas vozes de robô "uma língua universal de entonação. 'Oh', 'Hum?', 'Ah!', sabe?".
Durante a produção Burtt teve a oportunidade de olhar itens usados por Jimmy MacDonald, desenhista sonoro da Disney em muitos de seus clássicos. Burtt usou muito dos itens de MacDonald em WALL-E. Por Burtt não estar simplesmente adicionando efeitos sonoros na pós-produção, os animadores estavam constantemente avaliando suas criações e ideias, que Burtt achou uma experiência incomum. Ele trabalhou em sincronia com os animadores, devolvendo suas animações depois de adicionar sons para dar a eles mais ideias. Burtt escolheria sons cientificamente corretos para cada personagem, porém se ele não conseguisse encontrar um que funcionasse, ele iria escolher um som dramático mesmo sendo não realista. Burtt criaria centenas de sons apenas olhando os desenhos conceituais dos personagens, antes que ele e Stanton se sentassem para discutir um robô específico.
Burtt viu um gerador elétrico à manivela enquanto assistia Island in the Sky, comprando um aparelho idêntico da década de 1950 no eBay, usando-o quando WALL-E se move. Burtt também usou um motor de arranque quando WALL-E se move rapidamente, e o som de carros sendo destruídos em um derby de demolição para quando WALL-E compacta lixo em seu corpo. O som de iniciação do Macintosh foi usado para indicar quando a bateria de WALL-E está totalmente carregada. Para EVA, Burtt queria que seu sussurro tivesse uma qualidade musical. Burtt só conseguia fornecer vozes masculinas ou neutras, então a funcionária da Pixar Elissa Knight foi convidada a fornecer sua voz para Burtt modificar eletronicamente. Stanton considerou o efeito sonoro bom o suficiente para contratá-la para o papel. Burtt gravou um jato de controle remoto para o voo de EVA, e para seu canhão de plasma, Burtt jogou uma mola de uma escada com um bastão de um tímpano. Ele descreveu o canhão como um "primo" do laser de Star Wars.
O MacInTalk foi usado porque Stanton "queria que Auto fosse a epítome de um robô, frio, zeros & uns, calculista, e sem alma [e] achei que o tipo de voz de Stephen Hawking seria perfeito". Sons adicionais para o personagem tinham a intenção de dar-lhe um ar mecânico, para mostrar que ele está sempre pensando e calculando.
Burtt havia visitado as Cataratas do Niágara em 1987 e usou suas gravações da viagem para os sons do vento. Ele correu em um corredor com uma sacola de lona para criar o som da tempestade de areia. Para a cena em que WALL-E corre de carrinhos de supermercado, Burtt e sua filha foram a um supermercado e colocaram um gravador no carrinho. Eles o bateram por tudo o estacionamento e depois o jogaram em uma ladeira. Para criar o som da barata Hal, ele gravou o clique causado ao se abrir e fechar algemas.

### Música
Thomas Newman colaborou com Stanton em WALL-E , após ambos já terem tido um bom relacionamento em Finding Nemo. Ele começou a escrever a trilha sonora em 2005, esperando que ao começar a tarefa cedo o deixasse mais envolvido com o filme final. Porém, Newman comentou que como a animação é tão dependente de programação, ele deveria ter começado a escrever a trilha mais cedo ou quando Stanton e Reardon ainda estavam trabalhado no roteiro. O tema de EVA foi arranjado pela primeira vez em outubro de 2007. Seu tema, quando tocado pela primeira vez, na cena em que ela voa pela Terra, originalmente usaria mais elementos orquestrais, e Newman foi encorajado a fazê-lo soar mais feminino. Newman disse que Stanton teve várias ideias sobre como ele queria que a música soasse, e o compositor geralmente tentou segui-las já que ele achou difícil o trabalho de compor para um filme parcialmente mudo. Stanton queria que toda a trilha fosse orquestral, porém Newman se achou limitado por essa ideia, especialmente nas cenas abordo da Axiom, indo usar eletrônicos também.

Um clipe da canção "It Only Takes a Moment" do filme Hello, Dolly!, que inspira WALL-E a segurar as mãos de EVA.

Stanton originalmente queria justapor as tomadas de abertura do espaço com música swing francesa da década de 1930, porém ele viu Les Triplettes de Belleville e não queria parecer estar copiando. Stanton então pensou na canção "Put On Your Sunday Clothes", do musical Hello, Dolly!, já que ele havia interpretado o personagem Barnaby Tucker em uma produção escolar na década de 1980. O diretor descobriu que a canção era sobre dois jovens ingênuos buscando o amor, que era bem similar a esperança de companhia de WALL-E. Jim Reardon sugeriu ter WALL-E encontrando um vídeo do filme, e Stanton incluiu "It Only Takes a Moment" e o clipe dos atores de mãos dadas, porque ele queria um modo visual para mostrar que WALL-E entende amor e quer transmiti-lo para EVA. Jerry Herman, compositor de Hello, Dolly!, permitiu que as canções fossem usadas sem saber para que; quando ele viu o filme, Herman disse que a incorporação delas foi "genial". Coincidentemente, o tio de Newman, Lionel, trabalhou em Hello, Dolly!.
Newman viajou para Londres para compor a canção dos créditos finais, "Down to Earth", com Peter Gabriel, que era um dos músicos favoritos de Stanton. Depois, Newman retrabalhou algumas partes do filme para incluir a composição da canção, para assim ela não parecer intrusiva quando tocada. A versão de Louis Armstrong de "La Vie en Rose" foi usada para uma montagem onde EVA ignora WALL-E na Terra. O roteiro também especificava o uso de "Stardust", de Bing Crosby, para quando os dois robôs estão dançando ao redor da Axiom, porém Newman pediu para compor a música da cena. Uma troca similar ocorreu na sequência em que WALL-E tenta acordar EVA através de várias maneiras; originalmente, a montagem teria uma versão instrumental de "Raindrops Keep Fallin' on My Head", porém Newman queria desafiar si mesmo e compor algo original.

## Temas
Stanton descreve o tema do filme como "amor irracional derrota a programação da vida":
| “ | Eu percebi que aquilo que eu estava querendo com esses dois robôs programados era o desejo deles de tentar e entender o significado de viver ... foi necessário esses dois atos irracionais de amor para que se descobrissem ... percebi que isso era uma metáfora perfeita para a vida. Todos caímos em nossos hábitos, nossas rotinas e nossos trilhos, conscientemente ou não para evitar a vida. Para tentar não fazer a parte trabalhosa. Para evitar ter relações com outras pessoas. De lidar com o próximo. É por isso que podemos pegar nossos celulares e não ter de falar pessoalmente. Eu pensei, 'Essa é uma amplificação perfeita do objetivo do filme'. Eu queria funcionar junto com a ciência em um modo que logicamente projetasse isso. | ” |

O diretor percebeu que muitos comentaristas colocaram ênfase no aspecto ambiental da complacência humana, porque "essa desconexão será a causa, indiretamente, de tudo que acontecerá de ruim na vida da humanidade ou do planeta". Stanton disse que ao tirar o esforço do trabalho, os robôs também tiraram a necessidade da humanidade de investir em relacionamentos. O jornalista cristão Rod Dreher viu a tecnologia como a complicada vilã do filme. O estilo de vida artificial dos humanos abordo da Axiom os separou da natureza, transformando-os em "escravos da tecnologia e de seus próprios apetites básicos, tendo perdido aquilo que os faz humanos". Dreher contrastou o trabalhador, e coberto de sujeira, WALL-E com os robôs limpos da nave. Porém, são os humanos que são os redundantes e não os robôs, e durante os créditos finais os humanos e os robôs trabalham juntos para reconstruir a Terra. "WALL-E não é um filme sobre o ludismo", disse ele, "Ele não demoniza a tecnologia. Ela só afirma que a tecnologia é usada adequadamente para ajudar os seres humanos a cultivar sua verdadeira natureza—que deve ser subordinada ao florescimento humano, e ajudá-lo a seguir em frente".
Stanton, um cristão, nomeou EVA em homenagem a personagem biblíca porque a solidão de WALL-E o fez lembrar de Adão, antes de Deus criar sua esposa. Dreher percebeu o nome bíblico de EVA e viu sua diretriz como uma inversão da história; EVA usa a planta para dizer a humanidade que ela precisa voltar para a Terra e se afastar do "falso deus" da BnL, e o preguiçoso estilo de vida que ela oferece. Dreher também notou esse desvio dos pontos de vista clássicos do cristianismo, onde Adão é amaldiçoado ao trabalho; WALL-E afirma que é o trabalho duro que faz os humanos serem humanos. Ele enfatiza os paralelos de falso deus da BnL na cena em que um robô ensina as crianças que "B é de Buy n Large, sua melhor amiga", que ele compara com as corporações modernas, como o McDonald's criando uma lealdade com nas crianças. Megan Basham da revista World achou que o filme crítica a procura do ócio, enquanto que WALL-E, em seu papel de intendente, aprende a realmente apreciar a criação de Deus.
Durante a criação do roteiro, um empregado da Pixar disse a Jim Reardon que EVA era reminiscente da pomba com o ramo de oliveira da história da Arca de Noé, e a história do filme foi retrabalhada com EVA encontrando a planta para retornar a humanidade de sua viagem. O próprio WALL-E foi comparado a Prometeu, Sísifo e Butades: em uma dissertação discutindo WALL-E como o representante do próprio empenho criativo da Pixar, Hrag Vartanian comparou WALL-E a Butades na cena em que o robô expressa seu amor por EVA ao fazer uma escultura dela com peças sobressalentes. "A tradição da Grécia Antiga associa o nascimento de uma arte com uma donzela coríntia que desejava preservar a sombra de seu amante em uma parede antes dele partir para a guerra. O mito nos lembra que a arte nasceu do desejo e que ela frequentemente significa mais para o criador do que para a musa. Do mesmo modo que Stanton e sua equipe da Pixar nos contaram uma história profundamente pessoal sobre seu amor ao cinema e sua visão da animação através do prisma de todos os tipos de relacionamentos.

## Recepção

### Lançamento
Continuando com a tradição da Pixar, WALL-E foi anexado com um curta para seu lançamento nos cinemas, Presto. O filme foi dedicado a Justin Wright, um animador da Pixar que trabalhou em Ratatouille e morreu de um ataque do coração antes do lançamento de WALL-E.
A Walt Disney Imagineering (WDI) construiu WALL-Es animatrônicos para promover o filme, que fizeram aparições na Disneyland Resort, o Instituto Franklin, o Museu de Ciências de Miami, o Seattle Center e o Festival de Cinema Internacional de Tokyo. Por questões de segurança, os robôs de 317 kg sempre eram estritamente controlados e a WDI sempre precisava saber com o que exatamente eles precisavam interagir. Por essa razão, eles geralmente se recusavam fazer os WALL-Es encontrar e saudar crianças nos parques para o caso do robô passar por cima do pé de alguém. Aqueles que queriam tirar uma fotografia com o personagem deviam fazer isso com um boneco de papelão.
Pequenas quantidades de merchandising foram vendidas para WALL-E, já que os itens de Carros ainda eram populares, e os fabricantes estavam mais interessados em Speed Racer, que era uma linha muito mais bem sucedida apesar do fracasso de bilheteria do filme. Thinkway, que criou os brinquedos de WALL-E, havia anteriormente produzido os bonecos de Toy Story quando outros produtores não haviam demonstrado nenhum interesse. Entre os itens da Thinkway estava um WALL-E que dançava quando conectado a um tocador de música, um brinquedo que podia ser desmontado e montado novamente, e um pioneiro brinquedo de controle remoto de WALL-E e EVA que possuía sensores de movimento para permitir interação com as pessoas. Havia também brinquedos de pelúcia. Os bonecos "Definitivos de WALL-E" não foram lançados até o lançamento de home video do filme em novembro de 2008, com um preço de quase US$ 200.

### Bilheteria
WALL-E estreou nos Estados Unidos e Canadá em 3992 cinemas no dia 27 de junho de 2008. Durante seu fim de semana de estréia, chegou ao número um das bilheterias com 63 087 526 dólares, que é atualmente a sexta melhor estréia de um filme da Pixar, e a quinta melhor para filmes lançados em junho. O filme arrecadou 94,7 milhões de dólares em sua primeira semana, cruzando a marca dos 200 milhões em seis semanas. WALL-E arrecadou 223 808 164 dólares na América do Norte e 297 503 696 em outros territórios, para um total absoluto de 521 311 869 dólares.

### Crítica
WALL-E foi aclamado pela crítica especializada. O site Rotten Tomatoes reporta que 96% dos críticos deram uma resenha positiva ao filme, baseado em uma amostra de 229 resenhas, com uma nota média de 8,5/10. O consenso é "charmoso, audacioso e oportuno, a magia despreocupada de WALL-E e seus visuais estelares confirmam mais uma vez a engenhosidade da Pixar". No agregador Metacritic, o filme possui um índice de aprovação de 94/100, baseado em 39 resenhas, indicando "aclamação universal". A indieWire elegeu WALL-E como o terceiro melhor filme do ano, baseado em uma pesquisa anual envolvendo 100 críticos de cinema, enquanto que o Movie City News mostrou que o filme apareceu em 162 listas diferentes de melhores do ano, de um total de 286 listas pesquisadas, o maior número de menções do que qualquer outro filme lançado em 2008.
Richard Corliss da revista Time elegeu WALL-E como seu filme favorito do ano (e mais tarde da década), dizendo que o ele foi bem sucedido ao "[se] conectar com um grande público" apesar de seus personagens principais não terem fala e "significantes emocionais como uma boca, sobrancelhas, ombros [e] cotovelos". O filme "evoca[va] o esplendor do passado do cinema", e Corliss também comparou a relação de WALL-E e EVA com a química de Spencer Tracy e Katherine Hepburn. Outros críticos que elegeram WALL-E como seu filme favorito de 2008 incluem Tom Charity da CNN, Michael Phillips do Chicago Tribune, Lisa Schwarzbaum da Entertainment Weekly, A. O. Scott do The New York Times, Christopher Orr do The New Republic, Ty Burr e Wesley Morris do The Boston Globe, Joe Morgenstern do The Wall Street Journal e Anthony Lane do The New Yorker.
Todd McCarthy da Variety disse que o filme era a "nona maravilha consecutiva da Pixar", também falando que era imaginativo porém simples. Ele afirmou que ele criou novos limites para a animação ao equilibrar ideias esotéricas com algumas mais acessíveis, e que a diferença principal entre WALL-E e outros filmes de ficção científica baseados no apocalipse era seu otimismo. Kirk Honeycutt do The Hollywood Reporter declarou que WALL-E superou todas as realizações dos oito filmes anteriores Pixar, e que ele era provavelmente sua obra mais original. Ele disse que o filme possuía o "coração, alma, espírito e romance" dos melhores filmes mudos. Honeycutt afirmou que o aspecto mais brilhante do filme foi o uso de imagens de arquivo e gráficos de computador para desencadear as propensões românticas de WALL-E. Ele elogiou o desenho sonoro de Burtt, dizendo "Se é que existe tal coisa como um truque fonético de mão, é isso".

## Prêmios
WALL-E venceu o Meus Prêmios Nick 2008, Oscar de Melhor Filme de Animação (Andrew Stanton) e foi indicado para Melhor Roteiro Original (Andrew Stanton, Jim Reardon e Pete Docter), Melhor Trilha Sonora (Thomas Newman), Melhor Canção Original (Thomas Newman e Peter Gabriel por "Down to Earth"), Melhor Edição de Som (Ben Burtt e Matthew Wood) e Melhor Mixagem de Som (Tom Myers, Michael Semanick e Ben Burtt) no Oscar 2009. A Walt Disney Pictures também tentou uma indicação para Melhor Filme, porém sem sucesso, provocando controvérsias se a Academia deliberadamente restringiu WALL-E a categoria de Melhor Animação; Peter Travers comentou que "se alguma vez houve um momento quando um filme de animação merecia uma indicação a melhor filme, é WALL-E". Anteriormente, Beauty and the Beast foi o único filme de animação a ser indicado ao Oscar de Melhor Filme, em 1992. Um refletivo Stanton disse que não estava desapontado por ficar restringido a Melhor Filme de Animação porque ele estava maravilhado pela recepção positiva do filme, e eventualmente "A linha [entre animação e realidade] está ficando tão embaçada que acho que a cado ano vai ficar mais difícil dizer o que é um filme de animação e o que não é".
WALL-E faz várias aparições em círculos de prêmios ao final de 2008, particularmente na categoria de Melhor Filme, onde as animações são frequentemente ignoradas. Venceu o prêmio, ou seu equivalente, da Sociedade de Críticos de Cinema de Boston (empatado com Slumdog Millionaire), a Associação de Críticos de Cinema de Chicago, a Central de Críticos de Cinema de Ohio, a Sociedade de Críticos de Cinema Online, e mais notavelmente a Associação de Críticos de Cinema de Los Angeles, se tornando o primeiro filme de animação a vencer o prestigiado prêmio. Foi escolhido como um dos dez melhores filmes de 2008 pelo American Film Institute e pela National Board of Review of Motion Pictures.
Venceu Melhor Filme de Animação no Globo de Ouro de 2009 e no Critics' Choice Awards de 2008. Foi indicado a vários prêmios no Annie Award de 2009, incluindo Melhor Filme de Animação, Efeitos Animados (Enrique Vila), Animação de Personagem (Victor Navone), Direção (Andrew Stanton), Direção de Arte (Ralph Eggleston), Storyboard (Ronaldo Del Carmen) e Atuação de Voz (Ben Burtt); porém perdeu em todas as categorias para Kung Fu Panda. WALL-E venceu o prêmio de Melhor Filme de Animação nos prêmios BAFTA de 2009, sendo ainda indicado em Melhor Música (Thomas Newman) e Melhor Som (Ben Burtt, Tom Myers, Michael Semanick e Matthew Wood). Thomas Newman e Peter Gabriel venceram o Grammy Award por "Down to Earth" e Newman sozinho por "Define Dancing". Venceu todos os três prêmios a qual foi indicado pela Sociedade dos Efeitos Visuais: Melhor Animação (Andrew Stanton, Jim Morris, Lindsey Collins e Nigel Hardwidge) Melhor Animação de Personagem (Ben Burtt, Victor Navone, William Austin Lee e Jay Shuster pela sequência de WALL-E e EVA no caminhão) e Melhores Efeitos em um Filme de Animação (Jason Johnson, Keith Daniel Klohn, Enrique Vila e Bill Watral). Se tornou o primeiro filme de animação a receber o prêmio dos Editores de Cinema da América para Melhor Edição em Comédia ou Musical (Stephen Schaffer). Em 2009, Stanton, Reardon e Docter venceram o Nebula Award e também o Hugo Award de Melhor Apresentação Dramática, Forma Longa. Também venceu Melhor Filme de Animação e foi indicado a Melhor Diretor no Saturn Award.